# Марин Маринов (политик, р. 1986)
Вижте пояснителната страница за други личности с името Марин Маринов.
Марин Василев Маринов е български политик, икономист и адвокат от ГЕРБ. Народен представител от коалиция „ГЕРБ – СДС“ в XLVIII народно събрание. Бил е общински съветник от ГЕРБ и два мандата председател на Общински съвет – Етрополе. Членува в Софийската адвокатска колегия.

## Биография
Марин Маринов е роден на 19 август 1986 г. в град Етрополе, Народна република България. Завършва средното си образование в родния град, след което завършва и висше образование със специалност „Право“ в Софийския университет „Св. Климент Охридски“. През 2015 г. завършва специалност „Международни икономически отношения“ в Университета за национално и световно стопанство. От 2010 г. работи като юрист, а от 2015 г. е адвокат със собствена кантора.